# 胡晓炼
胡晓炼（1958年5月—），湖北广水人；中国人民银行研究生部首批硕士毕业生，研究员；曾任中国人民银行副行长，中国进出口银行党委书记、董事长，中共十七、十八届中央候补委员。现任中国国际经济交流中心副理事长、中国铝业集团有限公司外部董事
在2008年由《华尔街日报》评选出的“全球50位女強人”中，胡晓炼排第四位。

## 经历
1984年，胡晓炼在中国人民银行研究生部获得硕士学位，是第一批18位学员中年龄最小的一位。
毕业后，胡晓炼一直在国家外汇管理局工作。历任国家外管局政策研究室副主任、主任，政策法规司副司长，储备管理司副司长、司长。1999年7月，出任外管局党组成员；次年3月，升任外管局副局长。2003年，参与筹组中央汇金投资有限责任公司，并出任首任总经理；2004年，任中国人民银行行长助理、党委委员。
2005年3月，胡晓炼出任国家外汇管理局局长；五个月后，升任中国人民银行副行长，并继续兼任国家外汇管理局局长、党组书记。在任外管局负责人期间，她推动2008年修订颁布的《外汇管理条例》；改变了过去外汇短缺时代，一味强调外汇流入的管理思路，强调流入流出均衡管理。2009年7月，卸任国家外管局局长职务后，继续担任央行副行长，并负责人民币贸易结算试点的推进工作。2015年2月，任中国进出口银行党委书记、董事长。2018年1月，当选第十三届全国政协委员。2022年4月卸任中国进出口银行党委书记、董事长。